# Cómo entrenar a tu dragón (franquicia)
Cómo entrenar a tu dragón es una franquicia de medios estadounidense de DreamWorks Animation y se basa libremente en la serie homónima de libros infantiles de la autora británica Cressida Cowell. Consta de tres largometrajes: Cómo entrenar a tu dragón (2010), Cómo entrenar a tu dragón 2 (2014) y Cómo entrenar a tu dragón 3 (2019). La franquicia también contiene cinco cortometrajes: Legend of the Boneknapper Dragon (2010), Book of Dragons (2010), Gift of the Night Fury (2011), Dawn of the Dragon Racers (2014) y Cómo entrenar a tu dragón: regreso a casa (2019).
Una serie de televisión que sigue los eventos de la primera película, DreamWorks Dragones, comenzó a transmitirse en Cartoon Network en septiembre de 2012. La primera y segunda temporada se titularon Dragons: Riders of Berk y Dragons: Defenders of Berk respectivamente. Después de las dos temporadas en Cartoon Network, la serie recibió el nuevo título Dragons: Race to the Edge. Los personajes son mayores y sirvió como precuela de la segunda película, se desarrolló desde junio de 2015 hasta febrero de 2018. Una tercera serie, titulada Dragons: Rescue Riders, comenzó a transmitirse en Netflix en 2019. Presenta un elenco y una ubicación completamente diferentes (la ciudad de Huttsgalor) a la serie original de películas y programas de televisión, pero se desarrolla en el mismo universo. El espectáculo está dirigido a un público preescolar más joven.
La franquicia sigue las aventuras de un joven vikingo llamado Hiccup Horrendous Haddock III (con la voz de Jay Baruchel), hijo de Estoico el Vasto, líder de la isla vikinga de Berk. Aunque inicialmente fue descartado como un inadaptado torpe y con bajo peso, pronto se vuelve famoso como un valiente experto en dragones, junto con Toothless, un miembro de la rara raza Night Fury como su montura voladora y su compañero más cercano. Junto con sus amigos, dirige la población de dragones aliados de la aldea en defensa de su hogar como líder de un cuerpo volador de jinetes de dragones. Al convertirse en líderes de su clase, Hiccup y Toothless se ven obligados a tomar decisiones que realmente aseguren la paz entre las personas y los dragones. Dean DeBlois, el director de la trilogía, describió su historia como "la mayoría de edad de Hipo", tomando un lapso de cinco años entre la primera y la segunda película, y un año entre la segunda y la tercera película.
La serie de películas ha sido muy aclamada, con cada película nominada al Premio de la Academia a la Mejor Película Animada, además de la nominación de la primera película al Premio de la Academia a la Mejor Banda Sonora Original.

## Literatura
Las novelas infantiles originales de Cressida Cowell incluyen:
1. Cómo entrenar a tu dragón (2004)
2. Cómo entrenar a tu dragón: Cómo ser un pirata (2005)
3. Cómo entrenar a tu dragón: Cómo hablar dragonés (2006)
4. Cómo entrenar a tu dragón: Cómo engañar a la maldición de un dragón (2007)
5. Cómo entrenar a tu dragón: Cómo torcer el cuento de un dragón (2008)
6. Cómo entrenar a tu dragón: La guía de un héroe para los dragones mortales (2009)
7. Cómo entrenar a tu dragón: Cómo montar la tormenta de un dragón (2010)
8. Cómo entrenar a tu dragón: Cómo romper el corazón de un dragón (2011)
9. Cómo entrenar a tu dragón: Cómo robar la espada de un dragón (2012)
10. Cómo entrenar a tu dragón: Cómo apoderarse de la joya de un dragón (2013)
11. Cómo entrenar a tu dragón: Cómo traicionar al héroe de un dragón (2013)
12. Cómo entrenar a tu dragón: Cómo luchar contra la furia de un dragón (2015)

### Cómics
Titan Comics lanzó una serie de cómics, titulada Dragons: Riders of Berk , comenzando con el primer volumen, Dragon Down , el 30 de abril de 2014. Los cómics fueron escritos por Simon Furman y dibujados por Iwan Nazif. Otros volúmenes son Dangers of the Deep (2014), The Ice Castle (2015), The Stowaway (2015), The Legend of Ragnarok (2015), y Underworld ( 2015). El 24 de febrero de 2016 se publicaron dos cómics más, titulados Dragons: Defenders of Berk.. Los siguientes volúmenes son The Endless Night (2016) y Snowmageddon (2016).

### Novelas gráficas
Dark Horse Comics ha lanzado una serie de novelas gráficas basadas en la franquicia, comenzando con How to Train Your Dragon: The Serpent's Heir en 2016. La serie será coescrita por Dean DeBlois, escritor y director de la serie de películas. y Richard Hamilton, guionista de Dragons: Race to the Edge, con el diseñador de producción de Cómo entrenar a tu dragón 2, Pierre-Olivier Vincent, a cargo de la portada. La serie tendrá lugar entre la segunda y la tercera película, y la primera novela comenzará justo después de la conclusión de la segunda película.

## Películas
| Película                    | Fecha de lanzamiento (Estados Unidos) | Director(es)                 | Guionista(s)                              | Productor(es)              |
| --------------------------- | ------------------------------------- | ---------------------------- | ----------------------------------------- | -------------------------- |
| Cómo entrenar a tu dragón   | 21 de mayo de 2010                    | Chris Sanders y Dean DeBlois | Will Davies, Dean DeBlois y Chris Sanders | Bonnie Arnold              |
| Cómo entrenar a tu dragón 2 | 13 de junio de 2014                   | Dean DeBlois                 | Dean DeBlois                              | Bonnie Arnold              |
| Cómo entrenar a tu dragón 3 | 22 de febrero de 2019                 | Dean DeBlois                 | Dean DeBlois                              | Bonnie Arnold y Brad Lewis |
| Cómo entrenar a tu dragón   | 19 de junio de 2025                   | Dean DeBlois                 |                                           |                            |

### Cómo entrenar a tu dragón(2010)
Cómo entrenar a tu dragón , la primera película de la serie, se estrenó el 21 de mayo de 2010. Fue dirigida por Dean DeBlois y Chris Sanders. La película está inspirada en el libro de 2003 del mismo nombre de Cressida Cowell. La película recaudó casi $ 500 millones en todo el mundo y fue nominada al Premio de la Academia a la Mejor Película Animada. La historia tiene lugar en un mítico mundo vikingo donde un joven vikingo adolescente llamado Hipo aspira a seguir la tradición de su tribu de convertirse en un cazador de dragones. Después de capturar finalmente a su primer dragón, y con la oportunidad de ganar finalmente la aceptación de la tribu, descubre que ya no tiene el deseo de matar al dragón y, en cambio, se hace amigo de él.

### Cómo entrenar a tu dragón 2(2014)
Una secuela, Cómo entrenar a tu dragón 2 , fue confirmada el 27 de abril de 2010. La película fue escrita y dirigida por Dean DeBlois, codirector de la primera película. Bonnie Arnold, la productora de la primera película, también regresó, con Chris Sanders, quien codirigió la primera película, esta vez solo como productor ejecutivo debido a su participación en The Croods y su secuela hasta que fue cancelada temporalmente. La película se estrenó el 13 de junio de 2014. Se anunció que todo el elenco de voces original (Baruchel, Butler, Ferguson, Ferrera, Hill, Mintz-Plasse, Miller y Wiig) regresaría para la secuela. El nuevo elenco incluye a Kit Harington como Eret, Cate Blanchett como Valka y Djimon Hounsou como Drago Bludvist. John Powell, el compositor de la primera partitura, también regresará para la segunda y tercera película.
Ambientada cinco años después de los eventos de la película original, Hiccup y Toothless han unido con éxito a dragones y vikingos. Ahora que tiene 20 años, Hipo se ve obligado a asumir el papel de jefe por su padre. Cuando descubre un grupo de cazadores de dragones liderados por Drago Bludvist, emprende una búsqueda para encontrarlo. Pero primero se encuentra con una extraña enmascarada llamada Valka, su madre perdida hace mucho tiempo.

### Cómo entrenar a tu dragón 3(2019)
En diciembre de 2010, el director ejecutivo de DreamWorks, Jeffrey Katzenberg, confirmó que también habría una tercera película de la serie: "Cómo entrenar a tu dragón es al menos tres: tal vez más, pero sabemos que hay al menos tres capítulos en esa historia". Dean DeBlois, el escritor y director de la segunda y la tercera película, dijo que Cómo entrenar a tu dragón 2 se está diseñando intencionalmente como el segundo acto de la trilogía: "Hay ciertos personajes y situaciones que entran en juego en la segunda película, eso tendrá que volverse mucho más crucial para la historia en la tercera". El Sr. DeBlois dijo en una entrevista que la tercera parte se estrenará en 2016.
La fecha de lanzamiento se retrasó varias veces. En septiembre de 2012, 20th Century Fox y DreamWorks Animation anunciaron la fecha de estreno para el 18 de junio de 2016, que luego se cambió al 16 de junio de 2016. En septiembre de 2014, la fecha de estreno de la película se trasladó a 9 de junio de 2017. 2018, reemplazando la fecha de lanzamiento de The Lego Movie 2: The Second Part de Warner Animation Group. El 5 de diciembre de 2016, la fecha de estreno se retrasó nuevamente hasta el 2 de marzo de 2019. Esta también será la primera película de DreamWorks Animation distribuida por Universal Pictures, después de la adquisición de la compañía en 2016 por parte de NBCUniversal, y luego de la salida de DreamWorks de 20th Century Fox después de Captain Underpants: The First Epic Movie de 2017.
La película fue producida por Bonnie Arnold y con la producción ejecutiva de Dean DeBlois y Chris Sanders. Jay Baruchel, Gerard Butlers, Cate Blanchett, Craig Ferguson, America Ferrera, Jonah Hill, Christopher Mintz-Plasse, Kit Harington y Kristen Wiig retomaron sus papeles de películas anteriores. F. Murray Abraham se unió al elenco como el villano principal de la película, Grimmel.
Ambientada un año después de los eventos de la segunda película, Hipo se había convertido en el nuevo jefe de Berk para dragones y vikingos. Su difunto padre le dice que busque el refugio de los Dragones, el "Mundo Oculto". Al descubrir una dragona Fury hembra, Toothless establece un nuevo vínculo con ella. El asesino de Night Fury, Grimmel the Grisly, se propone encontrar y matar a Toothless, lo que lleva a Hiccup a elegir entre quedarse con los dragones o dejarlos ir a todos.

### Cómo entrenar a tu dragón(2025)
Se anunció que se estaba desarrollando una película de acción real, no relacionada con la trilogía animada. Será producida por Marc Platt Productions y distribuida por Universal Pictures, con Dean DeBlois listo para volver a escribir y dirigir. Su lanzamiento está programado para el 14 de marzo de 2025. Como protagonistas serán los actores Mason Thames y Nico Parker.

## Series de televisión
| Serie                               | Temporada | Temporada  | SubtÍtulo         | Episodios | Episodios | Lanzamiento original     | Lanzamiento original     | Lanzamiento original |
| Serie                               | Temporada | Temporada  | SubtÍtulo         | Episodios | Episodios | Primera emisión          | Última emisión           | Cadena               |
| ----------------------------------- | --------- | ---------- | ----------------- | --------- | --------- | ------------------------ | ------------------------ | -------------------- |
| DreamWorks Dragones                 |           | 1          | Riders of Berk    | 20        | 20        | 7 de agosto de 2012      | 20 de marzo de 2013      | Cartoon Network      |
| DreamWorks Dragones                 |           | 2          | Defenders of Berk | 20        | 20        | 19 de septiembre de 2013 | 5 de marzo de 2014       | Cartoon Network      |
| DreamWorks Dragones                 |           | 3          | Race to the Edge  | 13        | 13        | 26 de junio de 2015      | 26 de junio de 2015      | Netflix              |
| DreamWorks Dragones                 |           | 4          | Race to the Edge  | 13        | 13        | 8 de enero de 2016       | 8 de enero de 2016       | Netflix              |
| DreamWorks Dragones                 |           | 5          | Race to the Edge  | 13        | 13        | 24 de junio de 2016      | 24 de junio de 2016      | Netflix              |
| DreamWorks Dragones                 |           | 6          | Race to the Edge  | 13        | 13        | 17 de febrero de 2017    | 17 de febrero de 2017    | Netflix              |
| DreamWorks Dragones                 |           | 7          | Race to the Edge  | 13        | 13        | 25 de agosto de 2017     | 25 de agosto de 2017     | Netflix              |
| DreamWorks Dragones                 |           | 8          | Race to the Edge  | 13        | 13        | 16 de febrero de 2018    | 16 de febrero de 2018    | Netflix              |
| DreamWorks Dragons: Rescue Riders   |           | 1          | Rescue Riders     | 14        | 14        | 27 de septiembre de 2019 | 27 de septiembre de 2019 | Netflix              |
| DreamWorks Dragons: Rescue Riders   |           | 2          | Rescue Riders     | 12        | 12        | 7 de febrero de 2020     | 7 de febrero de 2020     | Netflix              |
| DreamWorks Dragons: Rescue Riders   |           | Especiales | Rescue Riders     | 3         | 3         | 7 de marzo de 2020       | 24 de noviembre de 2020  | Netflix              |
| DreamWorks Dragons: Rescue Riders   |           | 3          | Heroes of the Sky | 6         | 6         | 24 de noviembre de 2021  | 24 de noviembre de 2021  | Peacock              |
| DreamWorks Dragons: Rescue Riders   |           | 4          | Heroes of the Sky | 6         | 6         | 3 de febrero de 2022     | 3 de febrero de 2022     | Peacock              |
| DreamWorks Dragons: The Nine Realms |           | 1          | The Nine Realms   | 39        | 39        | 23 de diciembre de 2021  | 23 de diciembre de 2021  | Peacock/Hulu         |

### DreamWorks Dragones(2012-2018)
El 12 de octubre de 2010, se anunció que Cartoon Network había adquirido los derechos de transmisión mundial de una serie animada semanal basada en la película, que estaba programada para comenzar en algún momento de 2012. En enero de 2011, el productor Tim Johnson confirmó que el trabajo había terminado y que, a diferencia de las series de televisión derivadas de las películas Madagascar, Kung Fu Panda y Monsters vs. Aliens, la serie de Cómo entrenar a tu dragón es mucho más oscura y profunda, como la película. El programa es la primera serie de DreamWorks Animation que se transmite en Cartoon Network en lugar de Nickelodeon, a diferencia de series anteriores como Los pingüinos de Madagascar, Kung Fu Panda: Legends of Awesomeness y Monsters vs. Aliens.
Aunque se anunció que la serie se llamaría Dragons: The Series, las promociones de televisión mostradas en junio de 2012 revelaron un nuevo título: Dragons: Riders of Berk. La serie comenzó a transmitirse en el tercer trimestre de 2012. John Sanford, el director de siete episodios en la primera temporada, confirmó que también habría una segunda temporada. Jay Baruchel, quien hizo la voz de Hipo, también protagoniza la serie, así como America Ferrera (Astrid), Christopher Mintz-Plasse (Fishlegs) y TJ Miller (Tuffnut). La segunda temporada se acompaña con el nuevo subtítulo, Defenders of Berk , que reemplaza a los anteriores Riders of Berk .subtitular.

### DreamWorks Dragons: Rescue Riders(2019-2022)
Un spin-off orientado a preescolar, DreamWorks Dragons: Rescue Riders fue lanzado en Netflix el 27 de septiembre de 2019.

### DreamWorks Dragons: The Nine Realms(2021-presente)
El 13 de octubre de 2021, DreamWorks anunció DreamWorks Dragons: The Nine Realms, ambientada 1300 años después de The Hidden World. La serie de seis episodios se estrenó en Peacock y Hulu el 23 de diciembre de 2021. The Nine Realms está protagonizada por Jeremy Shada y cuenta con la producción ejecutiva del showrunner John Tellegen, Chuck Austen y Henry Gilroy.

## Cortometrajes

### Legend of the Boneknapper Dragon
Legend of the Boneknapper Dragon es una secuela de 16 minutos del largometraje Cómo entrenar a tu dragón. El corto se transmitió originalmente por televisión el 14 de octubre de 2010 en Cartoon Network y se estrenó al día siguiente como una característica especial en Blu-ray y una edición doble en DVD de la película original.
La película sigue a Hipo y sus jóvenes compañeros que acompañan a su mentor, Bocón, en una misión para matar al legendario Dragón Rompehuesos. Aproximadamente la mitad de la película se realiza en animación tradicional, mostrando la historia de Gobber y sus encuentros con Boneknapper, y cómo llega a verse como ahora.

### Book of Dragons
Book of Dragons es un cortometraje de 18 minutos, basado en How to Train Your Dragon, y fue lanzado el 15 de noviembre de 2011 en DVD y Blu-ray, junto con Gift of the Night Fury. El corto muestra a Hiccup, Astrid, Fishlegs, Toothless y Gobber contando la leyenda detrás del Libro de los Dragones y revelando secretos de entrenamiento interno sobre nuevos dragones nunca antes vistos. El corto muestra un total de 14 dragones diferentes, cada uno separado en 7 clases: Stoker (Terrible Terror, Monstrous Nightmare), Boulder (Gronckle, Whispering Death), Fear (Hideous Zippleback, Snaptrapper), Sharp (Deadly Nadder, Timberjack), Tidal (Scauldron, Thunderdrum), Mystery (Changewing, Boneknapper) y Strike (Skrill, Night Fury).

### Gift of the Night Fury
Gift of the Night Fury es un especial navideño de Cómo entrenar a tu dragón de 22 minutos, dirigido por Tom Owens. Fue lanzado el 15 de noviembre de 2011 en DVD y Blu-ray, junto con Book of Dragons. Basado en Cómo entrenar a tu dragón, el corto tiene lugar en medio de la preparación para las vacaciones de invierno vikingas, 'Snoggletog', cuando de repente todos los dragones inexplicablemente emprenden una migración masiva, a excepción de Toothless, por lo que Hiccup le da algo para ayudar.

### Dawn of the Dragon Racers
Un cortometraje de 25 minutos, titulado Dawn of the Dragon Racers , fue lanzado el 11 de noviembre de 2014, en DVD/Blu-ray/versión digital de Cómo entrenar a tu dragón 2. Fue lanzado en DVD por separado el 3 de marzo de 2015, y también incluye Book of Dragons y Legend of the Boneknapper Dragon. Fue dirigida por John Sanford y Elaine Bogan, y cuenta con las voces de Jay Baruchel y America Ferrera junto con el elenco de la serie de televisión. En resumen, la búsqueda de una oveja perdida se convierte en una competencia entre Hiccup y sus amigos por el primer título de Dragon Racing Champion of Berk.

### How to Train Your Dragon: Homecoming
Cómo entrenar a tu dragón: De regreso a casa es un especial navideño de 22 minutos ambientado 10 años después de que los dragones dejaran a los vikingos en Cómo entrenar a tu dragón 3, pero dentro del epílogo de la película. Los hijos de Hipo y Astrid creen que los dragones son monstruos peligrosos después de encontrar los viejos diarios de Estoico, lo que lleva a Hipo y Astrid a traer de vuelta el concurso Snoggletog para convencerlos de lo contrario. Mientras tanto, Toothless y los tres hijos de Night Light de Light Fury llegan a New Berk en busca de Hipo, lo que incita a sus padres a ir tras ellos.
El especial se emitió en NBC el 3 de diciembre de 2019.

### Snoggletog Log
Snoggletog Log es un cortometraje de televisión lento de 28 minutos inspirado en The Yule Log; es una sola toma continua de 28 minutos de una chimenea navideña, con varios chistes que involucran a los personajes principales de la franquicia, tanto vikingos como dragones, que ocurren de vez en cuando. Ha estado disponible en Hulu desde la temporada navideña de 2019.

## Videojuegos
- Un videojuego de acción y aventura lanzado por Activision llamado Cómo entrenar a tu dragón fue lanzado para Wii, Xbox 360, PlayStation 3 y Nintendo DS. Se basa libremente en la película y se estrenó el 23 de marzo de 2010.
- El videojuego Super Star Kartz fue lanzado por Activision el 15 de noviembre de 2011,[45] para PlayStation 3, Xbox 360, Wii, Nintendo DS y Nintendo 3DS. El juego presenta 14 personajes diferentes de las películas de DreamWorks: Cómo entrenar a tu dragón, Madagascar, Shrek y Monsters vs. Aliens.[46]
- Dragons: TapDragonDrop, un videojuego móvil, desarrollado por PikPok, fue lanzado el 3 de mayo de 2012 en App Store para iPhone, iPad y iPod Touch.[47]
- Dragons: Wild Skies, un juego de mundo virtual en 3D basado en la serie de televisión DreamWorks Dragones, se lanzó el 27 de agosto de 2012 en CartoonNetwork.com.[48] El juego permite a los jugadores encontrar, entrenar y montar dragones salvajes, incluidos los nuevos a medida que se introducen en la serie.[49]
- School of Dragons, un juego de rol en línea multijugador masivo educativo en 3D producido por JumpStart, se lanzó en línea en julio de 2013,[50] después de una prueba beta de un mes.[51] Se lanzó una versión de Facebook en octubre de 2013, seguida de una aplicación para iPad en diciembre de 2013, una versión para tabletas con Android en marzo de 2014,[50] y una versión para PC en 2014.[52] En el juego, cada jugador puede adoptar, criar y entrenar a un dragón, mientras aprende cómo funcionan.[51]
- Dragons Adventure, un juego de realidad aumentada, fue lanzado en noviembre de 2013, exclusivamente para Nokia Lumia 2520.[53]
- Dragons: Rise of Berk es un juego gratuito que permite a los jugadores construir su propia aldea Berk, enviar a Hiccup y Toothless a explorar, incubar y recolectar hasta 30 dragones y entrenar a su propio dragón en la academia. Desarrollado por Ludia, fue lanzado en mayo de 2014 para iOS,[54] y el 20 de junio de 2014 para Android y Facebook.
- Como entrenar a tu dragón 2, un juego de acción y aventuras, fue lanzado en junio de 2014 para Xbox 360, Nintendo 3DS, Wii, Wii U y PlayStation 3.[55] El juego fue publicado por Little Orbit.
- La desarrolladora canadiense Ludia anunció Dragons: Titan Uprising en noviembre de 2018, para su lanzamiento a principios de 2019.[56]
- Dragons: Dawn of New Riders , un juego de acción y aventuras, desarrollado por Climax Studios y lanzado en 2019 para Xbox One, PlayStation 4, Nintendo Switch y PC. El juego involucra a los personajes jugables Scribbler y Patch en su búsqueda para derrotar a Eir, explorando el mundo y sus elementos de rompecabezas y batalla.[57]

## Eventos en vivo

### Espectáculo sobre hielo
Una producción al estilo de Broadway llamada Cómo entrenar a tu dragón sobre hielo se encuentra actualmente en el Allure of the Seas de Royal Caribbean.

### Espectáculo en vivo
How to Train Your Dragon Arena Spectacular o How to Train Your Dragon Arena Arena Spectacular es una adaptación del largometraje Cómo entrenar a tu dragón. El espectáculo está siendo producido en sociedad con Global Creatures, la compañía detrás de otro espectáculo de arena Walking with Dinosaurs – The Arena Spectacular, y dirigido por Nigel Jamieson. La partitura fue compuesta por John Powell y Jónsi de Sigur Rós presentaron 24 dragones animatrónicos: 10 especies diferentes en varios tamaños: Nadder, Gronckle, Monstrous Nightmare, Night Fury (Toothless), Red Death, Skrill, Stinger, Kite Dragon, Zippleback y Egg Biter. También presenta aldeanos y vikingos, incluidos Hipo (Rarmian Newton/Riley Miner), Astrid (Sarah McCreanor/Gemma Nguyen), Estoico (Robert Morgan) y Gobber (Will Watkins).
El espectáculo se estrenó como How to Train Your Dragon Arena Spectacular el 3 de marzo de 2012 en Melbourne, Australia, y fue seguido por una gira por Nueva Zelanda en abril de 2012. Renombrado como How to Train Your Dragon Live Spectacular, realizó una gira por Estados Unidos y Canadá entre junio de 2012 y enero de 2013, cuando se canceló a favor de llevar el programa a China, donde se estrenó en julio de 2014. También estaba previsto que fuera a Inglaterra, pero Posteriormente se desechó debido a un aumento en la demanda del mercado en China.

## Parques temáticos

### Heide Park
En 2016, el parque temático alemán Heide Park creó una sección completa del parque que ofrece varias atracciones basadas en la franquicia llamada "How to Train Your Dragon: The Island". Ofrece tres atracciones voladoras diferentes y un paseo en bote donde los visitantes se adentran en las oscuras Cuevas del Dragón para conocer y ayudar a Hipo, Chimuelo y sus amigos.

### Motiongate Dubai
El parque temático Dubai Hollywood inspirado en Motiongate Dubai también cuenta con una sección del parque basada en las películas y series de televisión. La atracción más destacada es la montaña rusa colgante llamada "Dragon Gliders". Los jinetes se unen a Hiccup, Toothless, Astrid y Stormfly para volar a través de las cuevas de la Isla Prohibida, donde se encuentran con una amenaza inesperada. Los invitados también pueden conocer y saludar a Hiccup, Toothless y Astrid.

### Universal Studios
Para promocionar How to Train Your Dragon: The Hidden World, Universal Studios Florida tuvo brevemente una experiencia de realidad virtual por tiempo limitado en la que los invitados podían experimentar viajar en Toothless, mientras que Universal Studios Hollywood permitió a los visitantes conocer y saludar a Toothless. Además, se rumorea que se está trabajando en un terreno de HTTYD para el parque temático más nuevo de Universal Orlando Resort, Epic Universe, que incluye un Gerstlauer Sky Fly, una atracción similar a un MACK Rides "Splash Battle" y un montaña rusa sobre el agua.

### Parque acuático de Dreamworks
Un tobogán de carreras Proslide KrakenRACER llamado Dragon Racers abrió en Parque acuático de Dreamworks en American Dream en East Rutherford, Nueva Jersey el 1 de octubre de 2020, junto con un Proslide y la montaña rusa de agua hidromagnética más alta y más larga del mundo llamada Toothless Trickling Torpedo.

## Recepción

### Taquilla
Habiendo ganado más de $1.6 mil millones en todo el mundo, Cómo entrenar a tu dragón es la undécima franquicia animada más taquillera.
| Película                    | Fecha de lanzamiento (Estados Unidos) | Taquilla                | Taquilla          | Taquilla       | Clasificación de todos los tiempos | Clasificación de todos los tiempos | Presupuesto   | Ref.   |
| Película                    | Fecha de lanzamiento (Estados Unidos) | Estados Unidos y Canadá | Otros territorios | Mundial        | Estados Unidos y Canadá            | Mundial                            | Presupuesto   | Ref.   |
| --------------------------- | ------------------------------------- | ----------------------- | ----------------- | -------------- | ---------------------------------- | ---------------------------------- | ------------- | ------ |
| Cómo entrenar a tu dragón   | 21 de mayo de 2010                    | $217,581,231            | $277,297,528      | $494,878,759   | #167                               | #207                               | $165 millones | [ 72 ] |
| Cómo entrenar a tu dragón 2 | 13 de junio de 2014                   | $177,002,924            | $444,534,595      | $621,537,519   | #262                               | #142                               | $145 millones | [ 73 ] |
| Cómo entrenar a tu dragón 3 | 22 de febrero de 2019                 | $160,799,505            | $360,097,143      | $524,896,648   | #323                               | #198                               | $129 millones | [ 74 ] |
| Total                       | Total                                 | $555,383,660            | $1,081,929,266    | $1,639,312,926 |                                    |                                    | $439 millones |        |

### Recepción de la crítica y pública
| Película                    | Rotten Tomatoes                                | Metacritic      | CinemaScore |
| --------------------------- | ---------------------------------------------- | --------------- | ----------- |
| Cómo entrenar a tu dragón   | 99% (8.88 calificación promedio) (207 reseñas) | 83 (33 reseñas) | A           |
| Cómo entrenar a tu dragón 2 | 98% (8.74 calificación promedio) (180 reseñas) | 81 (39 reseñas) | A           |
| Cómo entrenar a tu dragón 3 | 95% (8.24 calificación promedio) (241 reseñas) | 82 (39 reseñas) | A           |
| Promedio de la saga         | 93%                                            | 81%             | A           |

### Premios Óscar
| Premios Óscar               | Película                  | Película                    | Película                    |
| Premios Óscar               | Cómo entrenar a tu dragón | Cómo entrenar a tu dragón 2 | Cómo entrenar a tu dragón 3 |
| --------------------------- | ------------------------- | --------------------------- | --------------------------- |
| Mejor película de animación | Nominado                  | Nominado                    | Nominado                    |
| Mejor banda sonora original | Nominado                  |                             |                             |

## Reparto y personajes recurrentes
| Personaje                     | Películas                | Películas                     | Películas                | Cortometrajes            | Cortometrajes            | Cortometrajes            | Cortometrajes            | Series de televisión     | Series de televisión     | Series de televisión     | Series de televisión     | Series de televisión     | Series de televisión     | Series de televisión     | Series de televisión     | Especial de televisión                               |
| Personaje                     | HTTYD                    | HTTYD2                        | HTTYD3                   | LotBD                    | GotNF                    | BoD                      | DotDR                    | DD                       | DD                       | DD                       | DD                       | DD                       | DD                       | DD                       | DD                       | HTTYD: H                                             |
| Personaje                     | HTTYD                    | HTTYD2                        | HTTYD3                   | LotBD                    | GotNF                    | BoD                      | DotDR                    | D:RoB                    | D:DoB                    | D:RttE                   | D:RttE                   | D:RttE                   | D:RttE                   | D:RttE                   | D:RttE                   | HTTYD: H                                             |
| Personaje                     | HTTYD                    | HTTYD2                        | HTTYD3                   | LotBD                    | GotNF                    | BoD                      | DotDR                    | Temp. 1                  | Temp. 2                  | Temp. 3                  | Temp. 4                  | Temp. 5                  | Temp. 6                  | Temp. 7                  | Temp. 8                  | HTTYD: H                                             |
| ----------------------------- | ------------------------ | ----------------------------- | ------------------------ | ------------------------ | ------------------------ | ------------------------ | ------------------------ | ------------------------ | ------------------------ | ------------------------ | ------------------------ | ------------------------ | ------------------------ | ------------------------ | ------------------------ | ---------------------------------------------------- |
| Hiccup Horrendous Haddock III | Jay Baruchel             | Jay Baruchel                  | Jay Baruchel             | Jay Baruchel             | Jay Baruchel             | Jay Baruchel             | Jay Baruchel             | Jay Baruchel             | Jay Baruchel             | Jay Baruchel             | Jay Baruchel             | Jay Baruchel             | Jay Baruchel             | Jay Baruchel             | Jay Baruchel             | Jay Baruchel                                         |
| Hiccup Horrendous Haddock III | Jay Baruchel             | Jay Baruchel                  | A. J. Kane (joven)       | Jay Baruchel             | Jay Baruchel             | Jay Baruchel             | Jay Baruchel             | Jay Baruchel             | Jay Baruchel             | Jay Baruchel             | Jay Baruchel             | Jay Baruchel             | Jay Baruchel             | Jay Baruchel             | Jay Baruchel             | Jay Baruchel                                         |
| Toothless                     | Randy Thom               | Randy Thom                    | Randy Thom               | Randy Thom               | Randy Thom               | Randy Thom               | Randy Thom               | Randy Thom               | Randy Thom               | Randy Thom               | Randy Thom               | Randy Thom               | Randy Thom               | Randy Thom               | Randy Thom               | Randy Thom                                           |
| Stoick the Vast               | Gerard Butler            | Gerard Butler                 | Gerard Butler            | Gerard Butler            | Gerard Butler            |                          | Nolan North              | Nolan North              | Nolan North              | Nolan North              | Nolan North              | Nolan North              | Nolan North              | Nolan North              | Nolan North              | Gerard Butler                                        |
| Gobber the Belch              | Craig Ferguson           | Craig Ferguson                | Craig Ferguson           | Craig Ferguson           | Craig Ferguson           | Craig Ferguson           | Chris Edgerly            | Chris Edgerly            | Chris Edgerly            | Chris Edgerly            | Chris Edgerly            | Chris Edgerly            | Chris Edgerly            | Chris Edgerly            | Chris Edgerly            | Craig Ferguson                                       |
| Astrid Hofferson              | America Ferrera          | America Ferrera               | America Ferrera          | America Ferrera          | America Ferrera          | America Ferrera          | America Ferrera          | America Ferrera          | America Ferrera          | America Ferrera          | America Ferrera          | America Ferrera          | America Ferrera          | America Ferrera          | America Ferrera          | America Ferrera                                      |
| Snotlout Jorgensen            | Jonah Hill               | Jonah Hill                    | Jonah Hill               | Jonah Hill               | Jonah Hill               |                          | Zack Pearlman            | Zack Pearlman            | Zack Pearlman            | Zack Pearlman            | Zack Pearlman            | Zack Pearlman            | Zack Pearlman            | Zack Pearlman            | Zack Pearlman            | Zack Pearlman                                        |
| Fishlegs Ingerman             | Christopher Mintz-Plasse | Christopher Mintz-Plasse      | Christopher Mintz-Plasse | Christopher Mintz-Plasse | Christopher Mintz-Plasse | Christopher Mintz-Plasse | Christopher Mintz-Plasse | Christopher Mintz-Plasse | Christopher Mintz-Plasse | Christopher Mintz-Plasse | Christopher Mintz-Plasse | Christopher Mintz-Plasse | Christopher Mintz-Plasse | Christopher Mintz-Plasse | Christopher Mintz-Plasse | Christopher Mintz-Plasse Gerard Butler (como Stoick) |
| Tuffnut Thorston              | T. J. Miller             | T. J. Miller                  | Justin Rupple            | T. J. Miller             | T. J. Miller             |                          | T. J. Miller             | T. J. Miller             | T. J. Miller             | T. J. Miller             | T. J. Miller             | T. J. Miller             | T. J. Miller             | T. J. Miller             | T. J. Miller             | Justin Rupple                                        |
| Ruffnut Thorston              | Kristen Wiig             | Kristen Wiig                  | Kristen Wiig             | Kristen Wiig             | Kristen Wiig             |                          | Andrée Vermeulen         | Julie Marcus             | Andrée Vermeulen         | Andrée Vermeulen         | Andrée Vermeulen         | Andrée Vermeulen         | Andrée Vermeulen         | Andrée Vermeulen         | Andrée Vermeulen         | Kristen Wiig                                         |
| Spitelout Jorgensen           | David Tennant            | David Tennant (sin acreditar) | David Tennant            |                          |                          |                          |                          | David Tennant            | David Tennant            | David Tennant            | David Tennant            | David Tennant            | David Tennant            | David Tennant            | David Tennant            |                                                      |
| Valka                         |                          | Cate Blanchett                | Cate Blanchett           |                          |                          |                          |                          |                          |                          |                          |                          |                          |                          |                          | Rol silencioso           |                                                      |
| Drago Bludvist                |                          | Djimon Hounsou                | Escena eliminada         |                          |                          |                          |                          |                          |                          |                          |                          |                          |                          | Hakeem Kae-Kazim         | Djimon Hounsou           |                                                      |
| Eret Son of Eret              |                          | Kit Harington                 | Kit Harington            |                          |                          |                          |                          |                          |                          |                          |                          |                          |                          |                          |                          |                                                      |
| Mulch                         |                          |                               |                          |                          |                          |                          | Tim Conway               | Tim Conway               | Tim Conway               | Tom Kenny                | Tom Kenny                |                          |                          |                          |                          |                                                      |
| Trader Johann                 |                          |                               |                          |                          |                          |                          |                          | Michael Goldstrom        | Michael Goldstrom        | Michael Goldstrom        | Michael Goldstrom        | Michael Goldstrom        | Michael Goldstrom        | Michael Goldstrom        | Michael Goldstrom        |                                                      |
| Heather                       |                          |                               |                          |                          |                          |                          |                          | Mae Whitman              |                          | Mae Whitman              | Mae Whitman              | Mae Whitman              | Mae Whitman              | Mae Whitman              | Mae Whitman              |                                                      |
| Dagur the Deranged            |                          |                               |                          |                          |                          |                          |                          | David Faustino           | David Faustino           | David Faustino           | David Faustino           | David Faustino           | David Faustino           | David Faustino           | David Faustino           |                                                      |
| Alvin the Treacherous         |                          |                               |                          |                          |                          |                          |                          | Mark Hamill              | Mark Hamill              |                          |                          |                          |                          | Mark Hamill              | Mark Hamill              |                                                      |
| Gustav                        |                          |                               |                          |                          |                          |                          |                          | Lucas Grabeel            | Lucas Grabeel            | Lucas Grabeel            | Lucas Grabeel            |                          | Lucas Grabeel            | Lucas Grabeel            | Lucas Grabeel            |                                                      |
| Bucket                        |                          |                               |                          |                          |                          |                          |                          | Thomas F. Wilson         | Thomas F. Wilson         | Thomas F. Wilson         | Thomas F. Wilson         |                          |                          |                          |                          |                                                      |
| Viggo                         |                          |                               |                          |                          |                          |                          |                          |                          |                          |                          | Alfred Molina            | Alfred Molina            | Alfred Molina            | Alfred Molina            | Alfred Molina            |                                                      |
| Ryker                         |                          |                               |                          |                          |                          |                          |                          |                          |                          |                          | J. B. Blanc              | J. B. Blanc              | J. B. Blanc              |                          |                          |                                                      |
| Krogan                        |                          |                               |                          |                          |                          |                          |                          |                          |                          |                          |                          | Rol silencioso           | Hakeem Kae-Kazim         | Hakeem Kae-Kazim         | Hakeem Kae-Kazim         |                                                      |
| Mala                          |                          |                               |                          |                          |                          |                          |                          |                          |                          |                          |                          | Adelaide Kane            | Adelaide Kane            | Adelaide Kane            | Adelaide Kane            |                                                      |
| Throk                         |                          |                               |                          |                          |                          |                          |                          |                          |                          |                          |                          | James Arnold Taylor      | James Arnold Taylor      | James Arnold Taylor      | James Arnold Taylor      |                                                      |
| Atali                         |                          |                               |                          |                          |                          |                          |                          |                          |                          |                          |                          |                          |                          | Rose McIver              | Rose McIver              |                                                      |
| Nuffink Haddock               |                          |                               | Rol silencioso           |                          |                          |                          |                          |                          |                          |                          |                          |                          |                          |                          |                          | Liam Ferguson                                        |
| Zephyr Haddock                |                          |                               | Rol silencioso           |                          |                          |                          |                          |                          |                          |                          |                          |                          |                          |                          |                          | Madalyn Gonzalez                                     |

### Detalles adicionales del equipo y la producción
| Papel                      | Película                                  | Película                     | Película                     |                           |
| Papel                      | Cómo entrenar a tu dragón                 | Cómo entrenar a tu dragón 2  | Cómo entrenar a tu dragón 3  | Como entrenar a tu dargon |
| Papel                      | 2010                                      | 2014                         | 2019                         | 2025                      |
| -------------------------- | ----------------------------------------- | ---------------------------- | ---------------------------- | ------------------------- |
| Director(es)               | Dean Deblois                              | Dean Deblois                 | Dean Deblois                 |                           |
| Productor(es)              | Bonnie Arnold                             | Bonnie Arnold                | Bonnie Arnold y Brad Lewis   |                           |
| Productor(es) ejecutivo(s) | Kristine Belson y Tim Johnson             | Chris Sanders y Dean Deblois | Chris Sanders y Dean Deblois |                           |
| Guionista(s)               | Will Davies, Chris Sanders y Dean DeBlois | Dean Deblois                 | Dean Deblois                 |                           |
| Compositor                 | John Powell                               | John Powell                  | John Powell                  |                           |
| Editor(es)                 | Darren T. Holmes y Maryann Brandon        | John K. Carr                 | John K. Carr                 |                           |
| Distribuidor               | Paramount Pictures                        | 20th Century Fox             | Universal Pictures           |                           |